# Liste der Stadtteile des Tokioter Bezirks Kōtō
Diese Liste der Stadtteile des Tokioter Bezirks Kōtō zählt alle Ortsteile auf dem Gebiet des Bezirks Kōtō (Kōtō-ku, engl. Koto City) der Präfektur Tokio (Tōkyō-to, engl. Tokyo Metropolis) im Südosten von Tokio auf. Aufgeführt werden nur die klar abgegrenzten Gebiete, wie sie auch für Postadressen in Japan verwendet werden, nicht aber umgangssprachliche Stadtteilbezeichnungen.
Viele Stadtteile bestehen aus mehreren nummerierten Vierteln (丁目, chōme). Die Nummern der chōme sind gegebenenfalls hinter dem Namen aufgeführt.
In einigen Tokioter Bezirken werden mehrere Stadtteile zu einem größeren Gebiet zusammengefasst. In Kōtō lassen sich aus historischen Gründen zwei Gebiete unterscheiden: Die beiden Gebiete Fukagawa und Jōtō entsprechen den beiden bis 1947 existierenden gleichnamigen Bezirken (ku) Fukagawa und Jōtō der ehemaligen Stadt Tokio (Tōkyō-shi, engl. Tokyo City), durch deren Zusammenschluss der Bezirk Kōtō entstand.

Karte der Stadtteile in Kōtō 2015

| Transkription, chōme | Japanisch | Fläche (km²) | Gebiet/früherer Bezirk                                               |
| -------------------- | --------- | ------------ | -------------------------------------------------------------------- |
| Kiyosumi 1–3         | 清澄      | 0,31         | Fukagawa                                                             |
| Tokiwa 1–2           | 常盤      | 0,14         | Fukagawa                                                             |
| Shin-Ōhashi 1–3      | 新大橋    | 0,21         | Fukagawa                                                             |
| Morishita 1–5        | 森下      | 0,43         | Fukagawa                                                             |
| Hirano 1–4           | 平野      | 0,37         | Fukagawa                                                             |
| Miyoshi 1–4          | 三好      | 0,21         | Fukagawa                                                             |
| Shirakawa 1–4        | 白河      | 0,33         | Fukagawa                                                             |
| Takabashi            | 高橋      | 0,05         | Fukagawa                                                             |
| Saga 1–2             | 佐賀      | 0,20         | Fukagawa                                                             |
| Eitai 1–2            | 永代      | 0,20         | Fukagawa                                                             |
| Fukuzumi 1–2         | 福住      | 0,11         | Fukagawa                                                             |
| Fukagawa 1–2         | 深川      | 0,22         | Fukagawa                                                             |
| Fuyuki               | 冬木      | 0,13         | Fukagawa                                                             |
| Monzennakachō 1–2    | 門前仲町  | 0,11         | Fukagawa                                                             |
| Tomioka 1–2          | 富岡      | 0,20         | Fukagawa                                                             |
| Botan 1–3            | 牡丹      | 0,16         | Fukagawa                                                             |
| Furuishiba 1–3       | 古石場    | 0,14         | Fukagawa                                                             |
| Etchūjima 1–3        | 越中島    | 0,71         | Fukagawa                                                             |
| Shiohama 1–2         | 塩浜      | 1,03         | Fukagawa                                                             |
| Edagawa 1–3          | 枝川      | 0,58         | Fukagawa                                                             |
| Toyosu 1–6           | 豊洲      | 2,46         | Fukagawa                                                             |
| Shinonome 1–2        | 東雲      | 1,22         | Fukagawa                                                             |
| Ariake 1–4           | 有明      | 3,49         | Fukagawa                                                             |
| Tatsumi 1–3          | 辰巳      | 1,96         | Fukagawa                                                             |
| Shiomi 1–2           | 潮見      | 0,69         | Fukagawa                                                             |
| Aomi 1–4             | 青海      | 2,48         | Fukagawa                                                             |
| Sengoku 1–3          | 千石      | 0,34         | Fukagawa                                                             |
| Ishijima             | 石島      | 0,08         | Fukagawa                                                             |
| Senda                | 千田      | 0,08         | Fukagawa                                                             |
| Umibe                | 海辺      | 0,09         | Fukagawa                                                             |
| Ōgibashi 1–3         | 扇橋      | 0,27         | Fukagawa                                                             |
| Sarue 1–2            | 猿江      | 0,29         | Fukagawa                                                             |
| Sumiyoshi 1–2        | 住吉      | 0,24         | Fukagawa                                                             |
| Mōri 1–2             | 毛利      | 0,26         | Fukagawa                                                             |
| Kiba 1–6             | 木場      | 0,75         | Fukagawa                                                             |
| Tōyō 1–7             | 東陽      | 1,17         | Fukagawa                                                             |
| Kameido 1–9          | 亀戸      | 2,52         | Jōtō                                                                 |
| Ōjima 1–9            | 大島      | 2,27         | Jōtō                                                                 |
| Kita-Suna 1–7        | 北砂      | 1,43         | Jōtō                                                                 |
| Higashi-Suna 1–8     | 東砂      | 1,85         | Jōtō                                                                 |
| Minami-Suna 1–7      | 南砂      | 1,56         | Jōtō                                                                 |
| Shin-Suna 1–3        | 新砂      | 3,24         | Jōtō                                                                 |
| Shin-Kiba 1–4        | 新木場    | 2,08         | Jōtō                                                                 |
| Yumenoshima 1–3      | 夢の島    | 1,53         | Jōtō                                                                 |
| Wakasu 1–3           | 若洲      | 1,80         | Jōtō                                                                 |
| Uminomori 1–3        | 海の森    | 1,06         | Fukagawa (neuer Stadtteil auf vorgelagertem Neulandgebiet seit 2020) |